# Elsholtzia
Elsholtzia es un género de plantas con flores perteneciente a la familia Lamiaceae. Comprende 43 especies descritas y aceptadas.

## Descripción
Son hierbas aromáticas anuales o arbustivas. Tallos erectos, pelos eglandulares simples o muy ramificados. Las hojas no divididas, pecioladas al menos por debajo. Inflorescencia laterales y terminales en picos cilíndricos. Brácteas claramente diferentes de las hojas, lineales a ± orbiculares, imbricadas o no. Bractéolas presentes o ausentes. Flores muy pequeñas. Cáliz no o poco bilabiada, estrecha-tubular a ovoide, ampliada y que se infla en la fruta o no. Los frutos son núculas suaves finamente tuberculadas, ovoides u oblongas.

## Taxonomía
El género fue descrito por Carl Ludwig Willdenow y publicado en Botanisches Magazin (Römer & Usteri) 4(11): 3, en 1790.

#### Etimología
Elsholtzia: nombre genérico otorgado en honor del naturalista alemán Johann Sigismund Elsholtz (1623 – 1688) quién desarrolló el primer jardín botánico en Berlín, autor de Hortus Berolinensis (1657) y Flora marchica (1663).